# Tripterococcus spathulatus
Tripterococcus spathulatus är en benvedsväxtart som beskrevs av F. Müll. och Schuch. Tripterococcus spathulatus ingår i släktet Tripterococcus och familjen Celastraceae. Inga underarter finns listade.